# دالتون ويلكينز
دالتون ويلكينز (بالإنجليزية: Dalton Wilkins)‏ هو لاعب كرة قدم نيوزيلندي، ولد في 15 أبريل 1999 في أوكلاند في نيوزيلندا. لعب مع نادي أوكلاند سيتي.

## وصلات خارجية
- دالتون ويلكينز على موقع قاعدة بيانات كرة القدم.إي يو (الإنجليزية)
- دالتون ويلكينز على موقع ناشيونال فوتبول تيمز (الإنجليزية)
- دالتون ويلكينز على موقع Soccerway.com (الإنجليزية)